# Rubus conothyrsoides
Rubus conothyrsoides är en rosväxtart som beskrevs av Heinrich E. Weber. Rubus conothyrsoides ingår i släktet rubusar, och familjen rosväxter. Inga underarter finns listade i Catalogue of Life.